# Yehude Simon
Yehude Simon Munaro (Lima, 18 de julio de 1947) es un político, médico veterinario, sociólogo, periodista y abogado peruano. Ha sido congresista de la República en dos ocasiones (1985-1990 y 2011-2016), presidente regional de Lambayeque en dos periodos consecutivos (2003-2009), y presidente del Consejo de Ministros del Perú durante el segundo gobierno del aprista Alan García. 
En 2001 fundó el Partido Humanista Peruano, que ha liderado desde entonces. Ha formado parte de las alianzas Izquierda Unida y Alianza por el Gran Cambio. Fue sentenciado por terrorismo por un juzgado sin rostro (por supuesto colaboración con el MRTA), purgó prisión durante la década de 1990, y fue indultado por el gobierno de Valentín Paniagua (a pedido de la Comisión 27234) por considerársele un inocente injustamente condenado. Ha sido denunciado por su involucramiento en acciones de corrupción relacionadas con la empresa Odebrecht en el marco del caso del mismo nombre.

## Biografía
Nació en la ciudad de Lima, el 18 de julio de 1947. Cuando era niño, su familia se trasladó a Chiclayo para tener un negocio de venta de zapatos.
Realizó sus estudios de primaria y secundaria en el Colegio Vicentino Manuel Pardo de Chiclayo e ingresó a la Facultad de Medicina Veterinaria de la Universidad Nacional Pedro Ruiz Gallo de Lambayeque, centro de estudios donde luego sería docente.
Se casó con la pintora chiclayana Nancy Valcárcel con quien tuvo 4 hijos: Jessica Simon, Yehude Simon Valcárcel, Yail Simon y Yusef Simon; y 11 nietos: David, Micaela, Joaquín, Isabella, Santiago, Belén, Salvador, Nicole, Rafaella y Julián.

## Carrera política
Yehude Simon inició su actividad política en los años 80s cuando se integró a la Izquierda Unida y postuló a la alcaldía de Chiclayo donde quedó en 2.º lugar.

### Diputado por Lambayeque
En las elecciones parlamentarias de 1985, Simon postuló a la Cámara de Diputados en representación del departamento de Lambayeque por Izquierda Unida. Resultó luego elegido como diputado, con 28,676 votos, para el periodo parlamentario 1985-1990.
Durante su labor como diputado, integró las Comisiones de Justicia y Derechos Humanos.
Al culminar su gestión, Simon intentó ingresar al Senado en las elecciones de 1990, sin embargo, no resultó elegido.
Fundó el Movimiento Patria Libre en 1991, que luego fue acusado de ser el ala legal del grupo terrorista Movimiento Revolucionario Túpac Amaru. El 5 de abril de 1992, Simon se encontraba en Europa, participando en diferentes conferencias. Al enterarse del golpe de Estado decretado por el dictador Alberto Fujimori, decide regresar al Perú y participar del rechazo contra el cierre del Congreso.

### Encarcelamiento
El 11 de junio de 1992, Simon fue detenido, junto con otros dirigentes de Patria Libre, tras ser acusado de ser miembro terrorista del Movimiento Revolucionario Túpac Amaru por el gobierno de Fujimori.
En 1992, fue condenado a 20 años de cárcel por apología al terrorismo. Durante sus 8 años y medio de reclusión, algunas organizaciones de Derechos Humanos, Amnistía Internacional, algunos medios de comunicación y algunos políticos de oposición al régimen fujimorista reclamaron su indulto.

### Liberación
En noviembre del año 2000, luego de la caída del régimen fujimorista y el regreso de democracia con el Gobierno de Transición encabezado por el histórico Valentín Paniagua, Simon fue indultado y liberado por el entonces ministro de Justicia, Diego García-Sayán. Estuvo recluido durante 8 años y seis meses.
En el 2002, el expresidente Alejandro Toledo realizó a nombre de la nación un desagravio político a Simon, pidiéndole perdón por lo que él consideró tan grave injusticia.

## Regreso a la política
Yehude Simon regresó a la política cuando se convocaron a elecciones generales para el año 2001. Aquí postuló nuevamente al Congreso de la República por el partido Unión por el Perú, sin embargo, no resultó elegido tras obtener 19,201 votos.

### Presidente Regional de Lambayeque
Ante la convocatoria de las elecciones regionales del 2002, Simon anunció su candidatura al Gobierno Regional de Lambayeque por la coalición Unión por el Perú - Frente Amplio y compitió con Humberto Falla Lamadrid del Partido Aprista Peruano, partido político popular en la costa norte del país. Simon terminó derrotando al APRA y fue elegido como el primer gobernador regional del departamento de Lambayeque para el periodo 2003-2006.
Durante sus 3 años de gobierno, realizó obras centradas principalmente en el sector rural, entre las cuales la más notoria es la licitación para la construcción del Proyecto Olmos. Además, lideró la marcha a favor de la descentralización macrorregional.
Fundó el Partido Humanista Peruano y en diciembre del 2005, formó parte de la alianza Concertación Descentralista cone el Partido por la Democracia Social - Compromiso Perú, Autogobierno Aillu y otras organizaciones regionalistas. La fórmula presidencial fue encabezada por Susana Villarán y participó sin éxito en las elecciones generales del 2006.
Simon luego fue reelegido en el Gobierno Regional de Lambayeque, derrotando al Partido Aprista por segunda vez en las elecciones regionales del 2006.

### Presidente del Consejo de Ministros
Ante la crisis ministerial tras la renuncia del entonces primer ministro Jorge del Castillo por el Caso Petroaudios, el presidente Alan García decidió convocar un nuevo gabinete ministerial y el 11 de octubre del 2008, García nombró a Simon como el nuevo presidente del Consejo de Ministros en su segundo gobierno.
Luego, Simon acudió al Congreso de la República para pedir el voto de confianza. Tras largas horas de debate, el Congreso otorgó la confianza al gabinete de Simon con 62 votos a favor, 16 en contra y 10 abstenciones.
En junio del 2009, tras desatarse un conflicto interno conocido como Baguazo, Simon fue interpelado por el Congreso y dos semanas después, Simon renunció al Premierato y Alan García anunció el cambio de gabinete.
Fue reemplazado por Javier Velásquez Quesquén el 11 de julio del 2009.

### Congresista de la República
Para las elecciones generales del 2011, Simon se integró a la Alianza por el Gran Cambio conformada por los partidos Alianza para el Progreso, Partido Popular Cristiano, Restauración Nacional y el Partido Humanista. La alianza tuvo como candidato presidencial al exministro Pedro Pablo Kuczynski y Simon decidió postular nuevamente al Congreso de la República representando al departamento de Lambayeque donde resultó elegido, con 49,742 votos, para el periodo parlamentario 2011-2016.
En el parlamento, ejerció como vicepresidente de la Comisión de Fiscalización y fue elegido como segundo vicepresidente de la Mesa Directiva presidida por Daniel Abugattás de Gana Perú.
El 17 de enero del 2012, se involucró en un escándalo debido a su voto en favor de Omar Chehade, acusado de ilícito penales.
Luego Simon decidió renunciar a la bancada de APGC tras discrepancias internas en 2013 y el 26 de julio del mismo año, se incorpora a la nueva bancada 'Unión Regional', junto a Humberto Lay y a otros 5 congresistas renunciantes a Perú Posible. Simon terminó también por renunciar a la bancada y se sospechaba su incorporación a la bancada nacionalista Gana Perú, sin embargo, rechazó el ofrecimiento y finalmente se incorporó a Perú Posible.

### Candidato Presidencial en 2016
En las elecciones generales del 2016, Simon anunció su candidatura presidencial por el Partido Humanista Peruano y en diciembre del 2015, presentó su plancha presidencial conformada por la excongresista Rosa Mavila como candidata a la primera vicepresidencia y a la empresaria Yorka Gamarra para la segunda. Sin embargo, Simon decidió retirar su candidatura de las elecciones tras las bajas preferencias de su candidatura.
Su última participación en la política fue en las elecciones regionales del 2018, donde postuló nuevamente al Gobierno Regional de Lambayeque como miembro de Juntos por el Perú, sin embargo no resultó elegido.
En octubre del mismo año, Simon anunció que no volvería a postular a un cargo público.

## Controversias

### Caso Omar Chehade
Durante el gobierno de Ollanta Humala, Omar Chehade, congresista y entonces segundo vicepresidente de la República, fue denunciado de participar en una reunión para decidir el desalojo de los trabajadores de la azucarera Andahuasi en favor de la toma de control de la referida azucarera por parte del Grupo Wong. Esto originó un escándalo que derivó en la renuncia de Chehade de la segunda vicepresidencia,  pero no de su desafuero del congreso debido al voto decisivo de Simon. Esto llevó a acusaciones de blindaje a Chehade para obtener la presidencia del congreso en la siguiente legislatura. Simon, ante ello, respondió que su voto fue "de consciencia y siguiendo el camino correcto". La bancada de Simon, mientras tanto, evaluó su continuidad en la misma llevándolo al borde de la salida de la misma. Posteriormente, Simon declaró que su voto fue un error.

### Caso Odebrecht
El 24 de enero del 2020, Simon fue detenido de manera preliminar por 10 días, en el marco de las investigaciones que se le siguen por el caso de sobornos de Odebrecht en el Proyecto Olmos. Aunque Simon negara su involucramiento en el caso Odebrecht, el exgerente general del Proyecto Especial Olmos-Tinajones, Pablo Salazar Torres, declaró ante el Equipo Especial Lavajato que Odebrecht le otorgó dinero para la financiación de la campaña de reelección de Simon en el 2006 para el gobierno regional de Lambayeque. Según Salazar, Simon le pidió que se contacte con Jorge Barata, de Odebrecht, para que financiara su campaña. Fue enviado al arresto domiciliario por 36 meses, sin embargo, en 2022, quedó anulado luego de declararse fundado el recurso de casación que presentara su defensa.

## Experiencia política
- Presidente de la Federación de Docentes de la Universidad Nacional Pedro Ruiz Gallo, 1981-1985.[42]
- Secretario General de Izquierda Unida de Lambayeque, 1984.[42]
- Presidente del Frente de Defensa de Lambayeque, 1984-1990.[42]
- Presidente Colegiado de la Asamblea Nacional Popular, 1988-1992.[42]
- Diputado por Lambayeque, 1985-1990.[42]
- Presidente del Movimiento Humanista Peruano 2000 - Hasta la fecha.[42]
- Presidente Regional de Lambayeque, 2003-2006.[42]
- Presidente del Consejo de Ministros del Perú.[42]
- Congresista por Lambayeque, 2011-2016.

## Actividad literaria y periodística
En el año 2001, Simon recibió el premio del Fondo de Emergencia PEN/Novib, en la ciudad de Ámsterdam, Holanda, otorgado por el Comité de Escritores en Prisión (Writers in Prison Committee, WiPC) del Fondo de Emergencia PEN y la agencia de desarrollo holandesa Novib.
Durante los años que estuvo recluido en prisión, Yehude Simon realizó algunas obras literarias.
- 1995: El Grito de la Agonía - Poemario
- 1998: El Pasajero y Otros Cuentos - Cuentos
- 1999: El Grito de la Agonía - Ensayo sobre la realidad penal